# Andy Nelson
Andy Nelson (Londra, 1953) è un tecnico del suono britannico che esercita a Los Angeles.
Ha vinto due premi Oscar al miglior sonoro su un totale di 25 candidature e cinque premi BAFTA nella medesima categoria su 18 nomination. Dal 1980 ha lavorato ad oltre 150 pellicole.

## Filmografia parziale
- Gorilla nella nebbia (Gorillas in the Mist), regia di Michael Apted (1988)
- Schindler's List - La lista di Schindler (Schindler's List), regia di Steven Spielberg (1993)
- Braveheart - Cuore impavido (Braveheart), regia di Mel Gibson (1995)
- Evita, regia di Alan Parker (1996)
- L.A. Confidential, regia di Curtis Hanson (1997)
- Salvate il soldato Ryan (Saving Private Ryan), regia di Steven Spielberg (1998)
- La sottile linea rossa (The Thin Red Line), regia di Terrence Malick (1998)
- Insider - Dietro la verità (The Insider), regia di Michael Mann (1999)
- Moulin Rouge!, regia di Baz Luhrmann (2001)
- Seabiscuit - Un mito senza tempo (Seabiscuit), regia di Gary Ross (2003)
- L'ultimo samurai (The Last Samurai)), regia di Edward Zwick (2003)
- La guerra dei mondi (War of the Worlds), regia di Steven Spielberg (2005)
- Blood Diamond - Diamanti di sangue (Blood Diamond), regia di Edward Zwick (2006)
- Star Trek, regia di J. J. Abrams (2009)
- Avatar, regia di James Cameron (2009)
- War Horse, regia di Steven Spielberg (2011)
- Lincoln, regia di Steven Spielberg (2012)
- Les Misérables, regia di Tom Hooper (2012)
- Il ponte delle spie (Bridge of Spies), regia di Steven Spielberg (2015)
- Star Wars - Il risveglio della Forza (Star Wars: The Force Awakens), regia di J. J. Abrams (2015)
- La La Land, regia di Damien Chazelle (2016)
- West Side Story, regia di Steven Spielberg (2021)
- Elvis, regia di Baz Luhrmann (2022)
- The Batman, regia di Matt Reeves (2022)
- Wicked, regia di Jon M. Chu (2024)

## Riconoscimenti
Premio Oscar
- 1989 - Candidato al miglior sonoro per Gorilla nella nebbia[1]
- 1994 - Candidato al miglior sonoro per Schindler's List - La lista di Schindler[2]
- 1996 - Candidato al miglior sonoro per Braveheart - Cuore impavido[3]
- 1997 - Candidato al miglior sonoro per Evita[4]
- 1998 - Candidato al miglior sonoro per L.A. Confidential[5]
- 1999 - Candidato al miglior sonoro per La sottile linea rossa[6]
- 1999 - Miglior sonoro per Salvate il soldato Ryan[6]
- 2000 - Candidato al miglior sonoro per Insider - Dietro la verità[7]
- 2002 - Candidato al miglior sonoro per Moulin Rouge![8]
- 2004 - Candidato al miglior sonoro per Seabiscuit - Un mito senza tempo[9]
- 2004 - Candidato al miglior sonoro per L'ultimo samurai[9]
- 2006 - Candidato al miglior sonoro per La guerra dei mondi[10]
- 2007 - Candidato al miglior sonoro per Blood Diamond - Diamanti di sangue[11]
- 2010 - Candidato al miglior sonoro per Star Trek[12]
- 2010 - Candidato al miglior sonoro per Avatar[12]
- 2012 - Candidato al miglior sonoro per War Horse[13]
- 2013 - Candidato al miglior sonoro per Lincoln[14]
- 2013 - Miglior sonoro per Les Misérables[14]
- 2016 - Candidato al miglior sonoro per Il ponte delle spie[15]
- 2016 - Candidato al miglior sonoro per Star Wars: Il risveglio della Forza[15]
- 2017 - Candidato al miglior sonoro per La La Land[16]
- 2022 - Candidatura al miglior sonoro per West Side Story
- 2023 - Candidatura al miglior sonoro per The Batman
- 2023 - Candidatura al miglior sonoro per Elvis
- 2025 - Candidatura al miglior sonoro per Wicked